# Prepona cuyabensis
Prepona cuyabensis är en fjärilsart som beskrevs av Le Moult 1932. Prepona cuyabensis ingår i släktet Prepona och familjen praktfjärilar. Inga underarter finns listade i Catalogue of Life.